# Psychotria bugoyensis
Psychotria bugoyensis är en måreväxtart som beskrevs av Kurt Krause. Psychotria bugoyensis ingår i släktet Psychotria och familjen måreväxter. Inga underarter finns listade i Catalogue of Life.